# Ebbesbourne Wake
Ebbesbourne Wake – wieś w Anglii, w hrabstwie Wiltshire. Leży 17 km na zachód od miasta Salisbury i 143 km na południowy zachód od Londynu. Miejscowość liczy 226 mieszkańców.